# Giver Sogn
Giver Sogn er et sogn i Vesthimmerlands Provsti (Viborg Stift).
I 1800-tallet var Giver Sogn anneks til Skivum Sogn. Begge sogne hørte til Års Herred i Aalborg Amt. Skivum-Giver sognekommune blev ved kommunalreformen i 1970 indlemmet i Aars Kommune, der ved strukturreformen i 2007 indgik i Vesthimmerlands Kommune.
I Giver Sogn findes Giver Kirke.
I sognet findes følgende autoriserede stednavne:
- Astrup (bebyggelse, ejerlav)
- Astrup Udflyttere (bebyggelse)
- Giver (bebyggelse, ejerlav)
- Katby (bebyggelse, ejerlav)
- Mosbæk (bebyggelse, ejerlav)
- Ågårds Mark (bebyggelse)